# فريتز فيشر (مؤرخ)
فريتز فيشر (بالألمانية: Fritz Fischer )‏ (و. 1908 – 1999 م) هو مؤرخ العصر الحديث، ومؤرخ، وأستاذ جامعي، ومهندس ألماني، ولد في لودفيغسشتات، كان عضوًا في الحزب النازي، وكان عضوًا في كتيبة العاصفة، توفي في هامبورغ، عن عمر يناهز 91 عاماً.

## التعليم
تعلم في جامعة إرلنغن نورنبيرغ، وجامعة هومبولت في برلين.

## جوائز
حصل على جوائز منها:
- نيشان استحقاق صليب الضباط لجمهورية ألمانيا الاتحادية.

## روابط خارجية
- فريتز فيشر على موقع مونزينجر (الألمانية)
- فريتز فيشر على موقع إن إن دي بي (الإنجليزية)